# Thorius Flaccus
Thorius Flaccus (sein Praenomen ist nicht bekannt) war ein im 1. Jahrhundert v. Chr. lebender römischer Politiker.
Durch Münzen ist belegt, dass Flaccus während der Regierungszeit von Augustus (31 v. Chr. bis 14 n. Chr.) Statthalter in der Provinz Bithynia et Pontus war; er amtierte wahrscheinlich 29/28 oder 28/27 v. Chr. in der Provinz.
Flaccus stammte aus Lanuvium, wo auch andere Thorii belegt sind.